# Linguatuloidea
Linguatuloidea is een superfamilie van kreeftachtigen uit de klasse van de Ichthyostraca.

## Families
- Linguatulidae Haldeman, 1851
- Subtriquetridae Fain, 1961